# Réda Johnson
Réda Johnson (ur. 21 marca 1988 w Marsylii) – beniński piłkarz grający na pozycji środkowego obrońcy w Eastleigh.

## Kariera klubowa
Johnson urodził się w Marsylii, a karierę piłkarską rozpoczął w klubie FC Gueugnon. W latach 2005–2007 grał w piątoligowych rezerwach tego klubu. Następnie odszedł do drugoligowego Amiens SC i 24 sierpnia 2007 zadebiutował w Ligue 2 w przegranym 0:1 wyjazdowym spotkaniu z En Avant Guingamp. W Amiens grał przez 2 sezony i wystąpił w 15 ligowych spotkaniach.
Latem 2009 roku Johnson podpisał trzyletni kontrakt z Plymouth Argyle grającym w Football League Championship. W styczniu 2011 został kupiony przez Sheffield Wednesday. Następnie występował w Coventry City oraz Eastleigh.
| Sezon   | Klub                | Kraj    | Rozgrywki       | Mecze | Bramki |
| ------- | ------------------- | ------- | --------------- | ----- | ------ |
| 2005/06 | FC Gueugnon B       | Francja | CFA 2           | ?     | ?      |
| 2006/07 | FC Gueugnon B       | Francja | CFA 2           | ?     | ?      |
| 2007/08 | Amiens SC           | Francja | Ligue 2         | 8     | 0      |
| 2008/09 | Amiens SC           | Francja | Ligue 2         | 7     | 0      |
| 2009/10 | Plymouth Argyle     | Anglia  | Championship    | 25    | 0      |
| 2010/11 | Plymouth Argyle     | Anglia  | Championship    | 17    | 2      |
| 2010/11 | Sheffield Wednesday | Anglia  | League One      | 16    | 3      |
| 2011/12 | Sheffield Wednesday | Anglia  | League One      | 24    | 7      |
| 2012/13 | Sheffield Wednesday | Anglia  | Championship    | 16    | 6      |
| 2013/14 | Sheffield Wednesday | Anglia  | Championship    | 19    | 2      |
| 2014/15 | Coventry City       | Anglia  | League One      | 20    | 5      |
| 2015/16 | Coventry City       | Anglia  | League One      | 12    | 2      |
| 2016/17 | Eastleigh           | Anglia  | National League | 21    | 3      |
| 2017/18 | Eastleigh           | Anglia  | National League | 13    | 1      |
| 2018/19 | Eastleigh           | Anglia  | National League |       |        |

## Kariera reprezentacyjna
Johnson jest uprawniony do występów w czterech reprezentacjach. Jego ojciec pochodzi ze Stanów Zjednoczonych i ma korzenie benińskie, a matka jest Algierką z pochodzenia. Sam zawodnik urodził się we Francji i ostatecznie wybrał grę w reprezentacji Beninu. Zadebiutował w niej 11 lutego 2009 w przegranym 1:2 towarzyskim meczu z Algierią. W 2010 roku został powołany do kadry na Puchar Narodów Afryki 2010, na którym nie rozegrał żadnego spotkania.